# Резник, Борис Львович (физик)
Резник Борис Львович (род. 8 апреля 1947, с. Александровское, СССР) — советский и российский ученый-физик, специалист в области физики ядра и элементарных частиц, профессор Дальневосточного федерального университета. Заслуженный работник высшей школы Российской Федерации, почётный работник высшего профессионального образования Российской Федерации. Доктор физико-математических наук, профессор.
Кавалер Ордена Дружбы народов (2009).

## Биография
Родился 8 апреля 1947 года в селе Александровское Приморского края.

### Образование
В 1969 году окончил физико-математический факультет Дальневосточного государственного университета (ДВГУ). В 1969—1972 годах обучался в аспирантуре ДВГУ.
В 1976 году в Объединённом институте ядерных исследований (Дубна) защитил диссертацию на соискание ученой степени кандидата физико-математических наук.
В 1992 году в Санкт-Петербургском государственном университете защитил диссертацию на соискание ученой степени доктора физико-математических наук.

### Научно-педагогическая деятельность
В 1973—1978 годах — старший преподаватель кафедры ядерной и статистической физики ДВГУ.
В 1978—1990 годах — доцент кафедры теоретической и ядерной физики.
В 1982 году присвоено ученое звание доцента.
В 1990—2011 годах — профессор кафедры теоретической и ядерной физики ДВГУ.
В 1990—2011 годах — проректор по научной работе ДВГУ, первый проректор ДВГУ.
В 1992 присвоено ученое звание профессора.
С 1997 — директор Института физики и информационных технологий ДВГУ.
В 1999 году присвоено почетное звание Заслуженного работника высшей школы Российской Федерации.
В 2011—2019 — заместитель директора Школы естественных наук Дальневосточного федерального университета (ДВФУ), руководитель физико-математического кластера Школы естественных наук ДВФУ. С 2011 — член ученого совета Школы естественных наук ДВФУ.
С 2017 — председатель диссертационного совета ДВФУ по педагогическим наукам (по специальности 13.00.02 "Теория и методика обучения и воспитания (информатизация образования, уровни общего и профессионального образования; физика, уровни общего и профессионального образования)").
С 2019 — советник директора Школы естественных наук ДВФУ.

## Научные работы
Автор около 100 научных публикаций, а также учебно-методических работ по проблемам обучения и преподавания физики.